# Demiroluk, Yıldızeli
Demiroluk là một xã thuộc huyện Yıldızeli, tỉnh Sivas, Thổ Nhĩ Kỳ. Dân số thời điểm năm 2011 là 126 người.